# سيدريك باربوسا
سيدريك باربوسا (6 مارس 1976 في فرنسا - ) (بالفرنسية: Cédric Barbosa)‏ هو لاعب كرة قدم فرنسي في مركز الوسط. لعب مع ستاد رين ونادي إيفيان ونادي تروا ونادي مونبلييه ونادي ميتز وأولمبيك أليس.

## وصلات خارجية
- سيدريك باربوسا على موقع رابطة كرة القدم الفرنسية للمحترفين (الإنجليزية)
- سيدريك باربوسا على موقع قاعدة بيانات كرة القدم.إي يو (الإنجليزية)
- سيدريك باربوسا على موقع ليكيب (الفرنسية)
- سيدريك باربوسا على موقع Soccerway.com (الإنجليزية)
- سيدريك باربوسا على موقع عالم كرة القدم.نت (الإنجليزية)
- سيدريك باربوسا على موقع AS.com (الإسبانية)